# Озерявки
Озерявки или Озерявы — озеро в муниципальном образовании «Себежское» (в части бывшей Лавровской волости) Себежского района Псковской области, к югу от Себежского озера.
Озеро находится на территории Себежского национального парка.
Площадь — 1,0 км² (96,5 га, с островами — 97,0 га). Максимальная глубина — 6,5 м, средняя глубина — 2,5 м. Площадь водосборного бассейна — 301,5 км².
На северо-западном прибрежье озера расположена деревня Забелье. На западном берегу находится туристическая база (центр экологического образования и туризма) «Озерявки».
Проточное. К северо-западу находится озеро Белое, к югу — озеро Нечерица, с которыми соединено протоками. Через озеро Нечерица и реки Свольна и Дрисса соединяется с рекой Западная Двина.
Тип озера лещово-уклейный с судаком. Массовые виды рыб: щука, лещ, судак, плотва, окунь, краснопёрка, густера, уклея, ёрш, карась, линь, язь, угорь, налим, вьюн, щиповка, пескарь, бычок-подкаменщик; широкопалый и длиннопалый раки (единично).
Для озера характерны: в литорали — песок, заиленный песок, галька, камни, торф, в центре — ил, заиленный песок; в прибрежье — луга, леса, болото.